# أولاد يوسف (فطناسة)
أولاد يوسف هو دُوَّار يقع بجماعة امطل، إقليم سيدي بنور، جهة الدار البيضاء سطات في المملكة المغربية. ينتمي الدوّار لمشيخة فطناسة التي تضم 14 دوار. يقدر عدد سكانه بـ 516 نسمة حسب الإحصاء الرسمي للسكان والسكنى لسنة 2004.

## روابط خارجية
- البوابة الوطنية للجماعات الترابية
- المندوبية السامية للتخطيط